# Henri Pronier
Henri Pronier, né le 11 juin 1855 à Paris où il est mort le 30 décembre 1927, est un architecte français.

## Biographie
Henri Philippe Pronier naît le 11 juin 1855 à Paris. Après des « études régulières », il entre à l'âge de 18 ans à la section Architecture des Beaux-Arts de Paris. Après son service militaire dans l'infanterie, il est nommé architecte de la préfecture de police. Il participe, sous la direction de Gabriel Davioud, à la réalisation du palais du Trocadéro. En 1891, il s'installe à Brunoy, non loin de sa gare, et construit dans cette ville et ses alentours plusieurs habitations qui se distinguent par un « style libre ». Il est également musicien, jouant de l'orgue en l'église Saint-Médard les dimanches, composant au passage quelques œuvres. Il décède en 1927.